# Тригенерація

Схема тригенерації з англійської вікіпедії

Тригенера́ція (Trigeneration, CCHP — combined cooling, heat and power) — це комплекс інженерних робіт (інжиніринг) щодо організації системного створення паралельно трьох складових: електроенергії, тепла і холоду (охолодження). При цьому особливість тригенерації полягає в тому, що холод виробляється абсорбційною холодильною машиною, що споживає не лише електричну (як холодильник), а (переважно) теплову енергію.

## Опис
У складі тригенерації розрізняють отримання перших двох складових, що має назву когенерація.
Тригенерація є більш вигідною в порівнянні з когенерацією, оскільки дає можливість ефективно використовувати утилізоване тепло не лише взимку для опалення, але і влітку для кондиціонування приміщень або для технологічних потреб. З цією метою можна використовувати абсорбційні бромистолітієві холодильні установки. Такий підхід дозволяє використовувати генеруючу установку увесь рік, тим самим не знижуючи високий ККД енергетичної установки в літній період, коли потреба в теплі, яку виробляє таке устаткування, знижується.
Наприкінці 2007 року до георганізації енергії японські інженери підключили четверту складову — сонячні батареї

## Застосування
Потенційними об'єктами для можливого запровадження тригенерації є об'єкти промислового виробництва, підприємницької сфери (пекарні, хімчистки, і так далі), нафтопереробні та інші заводи, лікарні, готелі, торговельні, адміністративні центри, тваринницькі ферми, об'єкти житлової сфери — житлові будівлі і приватні будинки, суспільні установи, курортні і санаторні заклади, басейни, спортивні центри, військові казарми і так далі.
У ряді проектів утилізоване тепло когенераційних установок використовується в низькотемпературних виробничих процесах, таких, як сушка, дублення, обробка харчових продуктів, обігрів приміщень, нагрівання води, охолоджування приміщень за допомогою холодильних абсобційних холодильних машин. Як холодоагент у так званих абсорбційних чілерах використовується дистильована вода, а як абсорбент — розчин бромистого літію.
Тригенераційний комплекс дозволяє максимально знизити собівартість електроенергії, гарячого водопостачання, опалювання та охолоджування на об'єкті застосування за рахунок використання власної когенераційної електростанції у комплекті з абсорбційним чілером.
Тригенерація з технологічної точки зору є поєднанням когенераційної установки з абсорбційною охолоджувальною установкою.
Це є вигідним з точки зору експлуатації когенераційної установки, оскільки дає можливість корисній утилізації тепла навіть влітку, коли немає опалювального сезону. Така можливість утилізації тепла когенераційних установок влітку в свою чергу призводить до впровадження установок з нижчою потужністю, а, значить, і витратами палива для їх роботи. Якщо технічно при цьому вдається перетворити тепло на холод, то нічого не заважає, щоб установки працювали на повну потужність і влітку. Проведений холод може використовуватися в системі кондиціонування — в банках, готелях, торгових центрах, лікарнях, стадіонах і т. ін.
Кондиціонери (холодильні установки) є двох конструкцій
- компресорні — привід компресора від електромотора
- абсорбційні — дія забезпечується енергією пари, газу, гарячою водою

Перевагою абсорбційного охолодження (крім наведеної вище можливості з'єднання з когенераційної установкою), у порівнянні з компресорним охолодженням, є те, що воно може працювати на більш дешевій тепловій енергії, а не на дорогій електричній, як у випадку компресорного охолодження.
Абсорбційне охолодження тихе, просте і надійне. Недоліком є більш значні капітальні вкладення, великі габарити і більша маса обладнання в порівнянні з компресорним охолодженням.
Принцип абсорбційного охолодження полягає в наступному
- Концентрований розчин постійно нагрівається в генераторі до температури кипіння будь-яким джерелом тепла (електричним, газовим і т. д.). Так як температура кипіння холодагента значно нижче температури кипіння розчинника (абсорбенту), то в процесі випарювання концентрованого розчину з кип'ятильника виходять концентровані пари холодоагенту з невеликою кількістю розчинника.

На шляху руху до конденсатора концентровані пари холодагента проходять теплообмінний апарат (дефлегматор), в якому відбувається часткова конденсація концентрованих парів.
При цьому утворенний конденсат стікає в концентрований розчин, який виходить із кип'ятильника, а більш концентровані пари хладагента надходять в конденсатор. Висококонцентрований рідкий холодоагент з конденсатора надходить у випарник, де він закипає при негативній температурі, відбираючи тепло з холодильної камери. Слабкий розчин з холодильника надходить у абсорбер і охолоджується довкіллям до температури початку абсорбції. Вихідні з випарника пари хладагента також надходять в абсорбер назустріч тим, що рухаються. У абсорбера відбувається процес поглинання (абсорбції) парів холодоагенту слабким розчином. При цьому виділяється певна кількість теплоти абсорбції (змішання) в довкілля. Утворенний в абсорбері концентрований розчин термонасосом передається в генератор.

## Способи під'єднання АБХМ
Є два способи підключення АБХМ в систему тригенерації
- Теплоносієм є вода, попередньо нагріта в теплообміннику когенераційної установки. Переваги: триходовий клапан з електронною системою управління дозволяє точно регулювати холодильну потужність. Недоліки: ефективність, а, отже, холодильна потужність.
- Теплоносієм є вихлопні гази двигуна внутрішнього згоряння.
  - Переваги: вища ефективність, а, отже, холодильна потужність ніж у п. 1.
  - Недоліки: відсутня гнучкість управління виробленням холодильної потужності.

## Переваги тригенерації на базі АБХМ перед традиційним кондиціонуванням
- робота на т. зв. «викидному теплі»;
- АБХМ не мають рухомих частин, схильних до механічного зносу, що знижує витрати на їх обслуговування;
- термін безвідмовної роботи системи понад 25 років;
- вироблення енергії безпосередньо в місці споживання чи близько від такого місця (зниження втрат на передачу електроенергії по ЛЕП);
- зниження споживання мережевої електроенергії під час літніх піків;
- цілорічне завантаження генеруючих потужностей забезпечує їхню максимальну економічну ефективність;
- мінімальне споживання електроенергії: електроенергія потрібна лише для роботи насосів і автоматики;
- мінімальний рівень шуму;
- повна автоматизація;
- пожежо — та вибухобезпечність;

## Деякі техніко-комерційні показники тригенерації
Питома вартість АБХМ залежить від одиничної потужності встановлення і знаходиться в межах $250–550 за 1 кВт холодильної потужності. Для порівняння, 150–170 кВт холодильної потужності необхідно для охолодження і вентиляції 1000 м² офісних площ.
АБХМ холодопродуктивністю 3750 кВт для кондиціонування води має такі показники
- маса 37 тонн,
- габаритний розмір (ДхШхВ) 7,5×2,2×3,6м
- вимагає розмір машинного залу (ДхШ) 9×5 м.
- Крім того для обслуговування підвідних труб необхідно додаткова площа (спереду або ззаду) АБХМ розміром (Д×Ш) — 4×2 м.
- АБХМ повинна розміщуватися в приміщенні при температурі повітря не нижче +5 °C і вологості повітря менше 85 %.

Також необхідно місце під розміщення випарної градирні тепловою потужністю 8820 кВт. Робоча маса — 24,2 т, габаритний розмір (ДхШхВ) 10,8×7,6×5,5 м. Градирню рекомендується розміщувати за межами приміщення в зоні вільного доступу повітря.
Техобслуговування АБХМ в складі систем тригенерації
- Сервісні роботи при цілорічному використанні проводяться чотири рази на рік.
- При сезонній роботі машин необхідно проводити її консервацію (наприклад, в жовтні) і розконсервацію (наприклад, в квітні).
- При сезонній роботі плановий сервіс машини здійснюється одночасно з роботами із консервації та розконсервації.
- При сезонній роботі сервіс проводиться двічі на рік.
- Запасні частини для проведення сервісних і ремонтних робіт, як правило, поставляється в комплекті, що задовольняє потреби технічного обслуговування до 4 років.